# Ярема Петрановський
Петрановський Ярема (р. н. і р. с. невід.) — військовий діяч і дипломат. Народився в родовому маєтку Петрани в Барському старостві в сім’ї православного шляхтича. До 1648 — «заслужений жовнір коронний» польського війська; з початком повстання під проводом Б.Хмельницького перейшов на бік Війська Запорозького, був уманським суддею й лисянським полковником; за гетьманування І.Виговського в середині вересня 1659 на чолі козацького посольства прибув до табору турецького султана Мегмеда IV Авджі під Едірне (Туреччина; відпущений у середині січня 1660). Підтримував Ю.Хмельницького і П.Тетерю, за даними В.Липинського, пройшов нобілітацію, одружився з донькою А.Ждановича. За гетьманування П.Дорошенка — ротмістр надвірної корогви, генеральний осавул (1669), чигиринський полковник (1671—72), генеральний суддя й один із найближчих військових радників гетьмана; відповідав за польський вектор зовнішньої політики, зокрема, 28 січня 1666 виїхав із Чигирина до Варшави з «Інформацією» польському королю Яну ІІ Казимиру Ваза про те, що Військо Запорозьке звернеться зі своїм «проханням» до вального сейму, який мав відкритися 17 березня 1666; вдруге з вимогами поновлення автономії України на засадах Гадяцького договору 1658 очолив посольство до Варшави на коронаційний сейм 1669, що обрав королем Міхала-Корибута Вишневецького; втретє був з посольською місією у Варшаві в березні 1671 і доставив гетьманські пропозиції щодо примирення на засадах, викладених попереднього року на переговорах в Острозі (див. Острозький договір 1670).